# Makatka (tkanina)

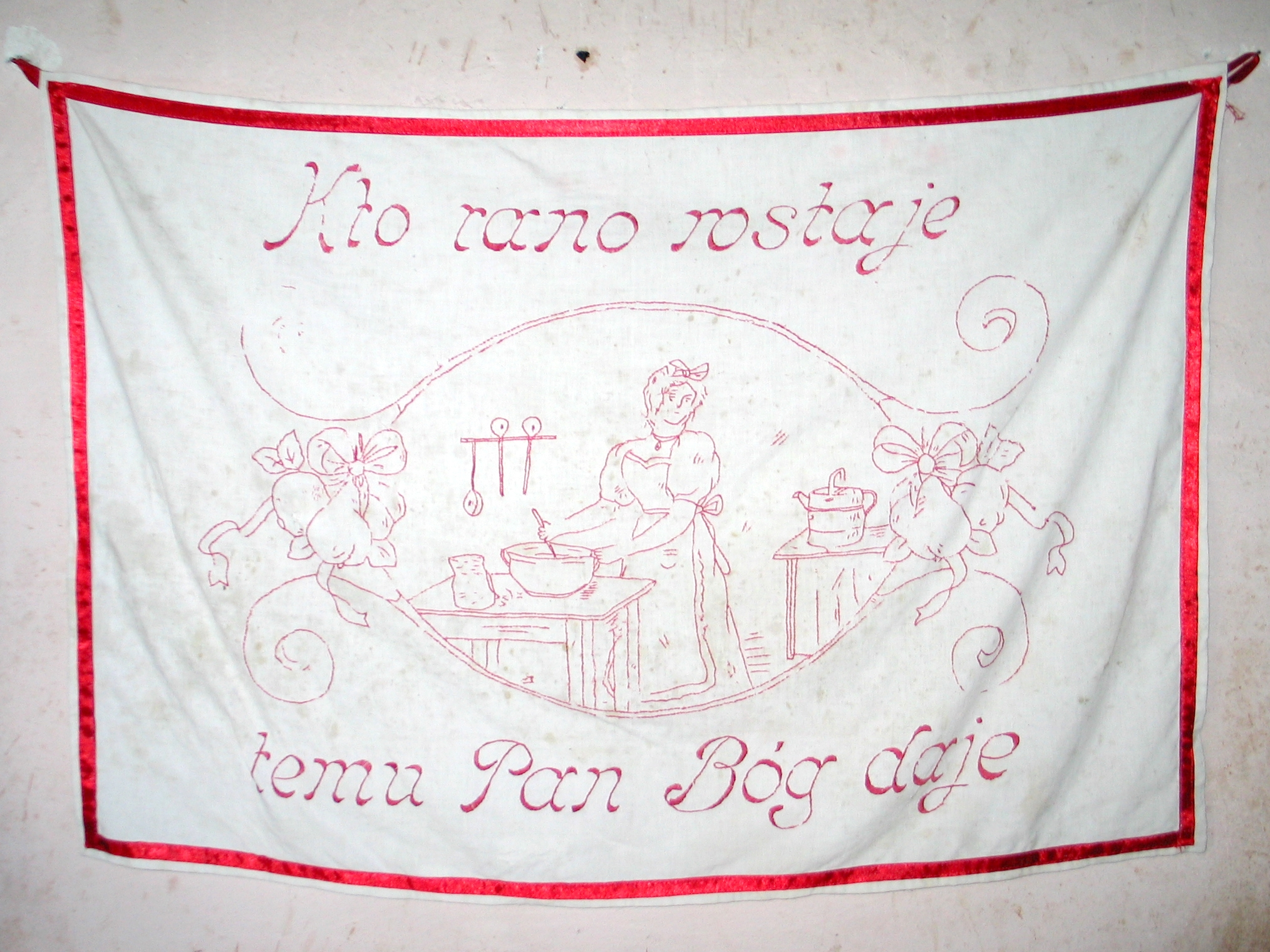
Polska makatka kuchenna

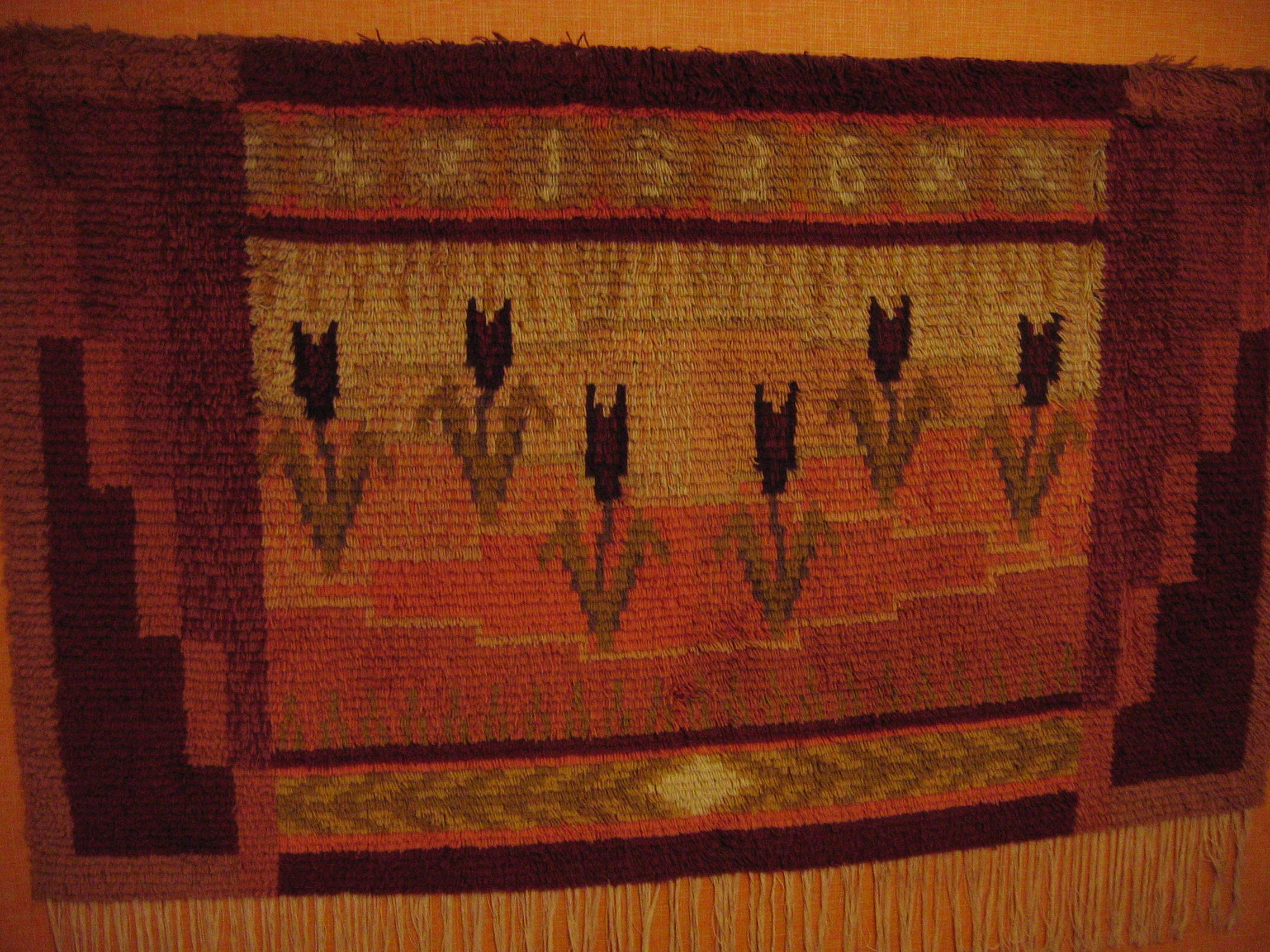
Fińska makatka ryijy, 1936

Makatka – niewielka tkanina dekoracyjna, służąca do zawieszania na ścianach, bądź rozkładania na meblach.
Makatki mogą być dziergane, wyszywane, wykonywane techniką patchworku, a także malowane. Często są wzorzyste i wielokolorowe, ale bywają także ubogie, wyszywane pojedynczą nicią na jednobarwnym tle. Przeważnie wzory wykonuje się na specjalnie do tego celu przystosowanej tkaninie bawełnianej lub w przypadku dziergania – wełnianej. Łatwiejszą metodą jest użycie kanwy, tkaniny o regularnym splocie.
Makatki, w zależności od tego, co przedstawiają, mogą spełniać odmienne funkcje (np: makatka religijna w odróżnieniu od makatki ludowej czy też standardowo ozdobnej). Mogą mieć formę obrazów, podkładek, obrusów, serwetek, chusteczek, poszewek itp. Motywy zdobnicze zależą w głównej mierze od przeznaczenia i miejsca, z którego pochodzą.
Zanim nastała era produkcji maszynowej, sposobem tym wykonywano sztandary oraz godła.
Historia makatek jest długa, a tkaniny zdobione w ten sposób występują na całej kuli ziemskiej (jednym z przykładów są początkowe formy tybetańskich thank – czyli obrazów wszywanych w materiał). Ta technika zdobienia do Polski przywędrowała ze wschodu – można się tego dowiedzieć, odwiedzając Małe Muzeum Makatek w Garbowie. Makatka, jaką znamy, jest formą sztuki ludowej, rozwinęła się na wsiach i do tej pory tam jest najczęściej kultywowana. 
Makatkami były również inkrustowane wzorem flagi i bandery świadczące o przynależności albo zamiarach załogi statków pirackich czy korsarskich.